# آئتومیلیستا
آئتومیلیستا (به لاتین: Aetomilitsa) یک روستا در یونان است که در استان اپیروس واقع شده‌است.

## موقعیت جغرافیایی
آئتومیلیستا در کوه گراموس و در نزدیکی مرز آلبانی است که طی سالیان مردم بومی آئتومیلیستا از حملات مسلمانان آلبانیایی رنج می‌بردند. این یکی از بالاترین جوامع در یونان است که در ارتفاع ۱۳۸۵ تا ۱۴۸۵ متری (۴۵۴۴ و ۴۸۷۲ فوتی) قرار دارد.